# 美国大屠杀纪念博物馆
美国大屠杀纪念博物馆（英語：United States Holocaust Memorial Museum，USHMM）是美国纪念犹太人大屠杀的官方机构，毗邻华盛顿特区的国家广场。美国犹太大屠杀纪念博物馆提供犹太人大屠杀历史的文件、研究和解释。它致力于帮助世界敌对双方的领袖和公民，防止种族灭绝加強民主。
截至2018年9月，該博物館的營運預算為1.206億美元。2008年，美国犹太大屠杀纪念博物馆的预算只有不到7,870万美元（4,730万美元来自联邦拨款，私人捐款3,140万美元），工作人员包括大约2名雇员，650名志愿者，91位大屠杀的幸存者，和17.5万名成员。它在纽约、波士顿、博卡拉顿、芝加哥、洛杉矶和达拉斯设有地方办事处。
美国大屠杀纪念博物馆自1993年4月22日成立以来，已经接待了将近3,000万访客，包括超过800万学生、91位国家元首和来自132个国家的3,500多名外国官员。博物馆的访客来自世界各地，其中不到十分之一是犹太人博物馆的馆藏包含超过12,750件文物、4,900万页的档案文件、80,000张历史照片、1000小时的档案影片等。记录了从1933年到1945年，由纳粹在整个德国控制的欧洲地区建立的42,500个隔都和集中营。

## 歷史

### 總統大屠殺委員會
1978年11月1日，吉米·卡特總統成立了總統大屠殺委員會，由著名作家、活動家和大屠殺倖存者埃利·维瑟尔擔任主席。委員會的任務是調查大屠殺受害者紀念碑的創建、維護以及對他們的年度紀念活動進行籌備。1979年9月27日，委員會向總統提交了報告，建議在華盛頓特區建立一個國家大屠殺紀念館，由三個主要部分組成：國家博物館/紀念館、教育基金會和良心委員會。
在1980年美國國會一致投票建立博物館後，聯邦政府在華盛頓紀念碑附近提供了1.9英畝（0.77 公頃）的土地用於建設。在Richard Krieger和隨後的葉沙豪·溫伯格（Jeshajahu Weinberg），活動家邁爾士·勒曼的領導下，從公眾籌集了近 1.9億美元用於建築設計、文物收購和展覽創作。1988年10月，罗纳德·里根總統奠定了這座博物館由建築師詹姆斯·英戈·弗里德設計，並在1993年4月 22日進行奉獻儀式，來賓則包括美國總統比尔·克林顿、以色列總統哈伊姆·赫佐格、哈維·邁爾霍夫和魏瑟爾擔任主席。1993年4月26日，博物館向公眾開放。它的第一位來訪者是西藏的第十四世達賴喇嘛。

### 攻擊事件
該博物館經常被視為恐怖份子計劃的襲擊目標。2002年，聯邦陪審團判定白人至上主義者萊奧·費爾頓和Erica Chase計劃破壞一系列與美國黑人和猶太社區有關的機構，其中包括USHMM。
2009年6月10日，88 歲的反猶分子者詹姆斯·馮·布倫槍殺了博物館特別警察史蒂芬·泰隆·約翰斯。當時約翰斯和馮布倫受到重傷，被救護車送往喬治華盛頓大學醫院，約翰斯後來因傷不治身亡。並在USHMM的官方紀念館中獲得永久榮譽。有犯罪記錄的馮布倫在聯邦刑事審判結束，在北卡羅來納州的巴特納聯邦監獄去世。

## 建築設計
美国大屠杀纪念博物馆由貝聿銘建築事務所的建築師詹姆斯·英戈·弗里德與精金亞歷山大建築事務所聯合設計，其建築理念則成為「記憶的共鳴器」。建築的外部消失華盛頓的新古典主義、格魯吉亞和現代建築中, 從入口進入後，每個建築特徵都成為了大屠殺典故的新元素。
在設計建築時，弗里德研究了二戰後的德國建築，並參觀了整個歐洲的大屠殺遺址。博物館建築和其中的展覽旨在喚起欺騙、恐懼和莊嚴感，與與華盛頓特區公共建築相關的舒適和宏偉形成鮮明對比。
美國大屠殺紀念博物館建設的其他合作夥伴包括 Weiskopf & Pickworth、科森蒂尼協會、朱爾斯·費舍爾和 Paul Marantz，他們都來自紐約市。為該項目選擇的結構工程公司是西弗魯德協會。博物館的劇院和禮堂由紐約市的Jules Fisher Associates建造。常設展覽則由拉爾夫·阿佩爾鮑姆協會規劃。

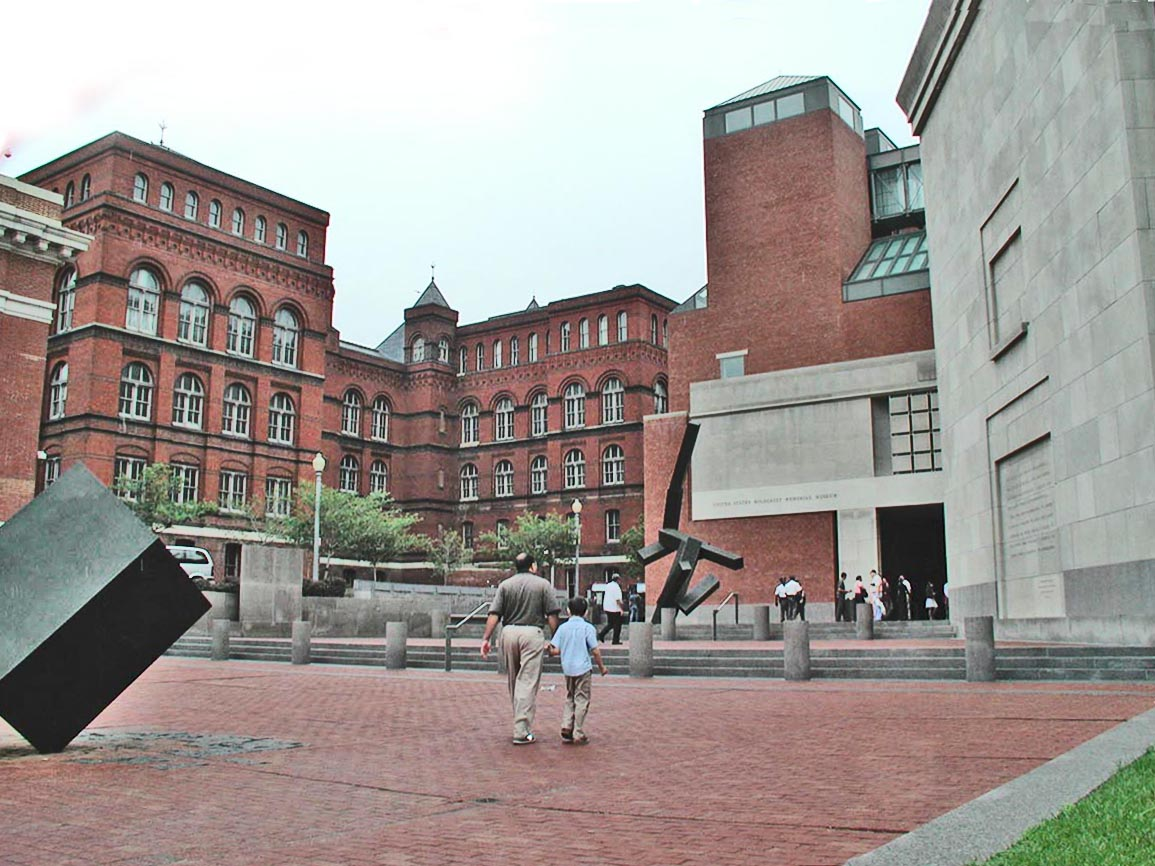
位於拉烏爾·瓦倫堡廣場的入口，與德懷特·艾森豪威爾廣場
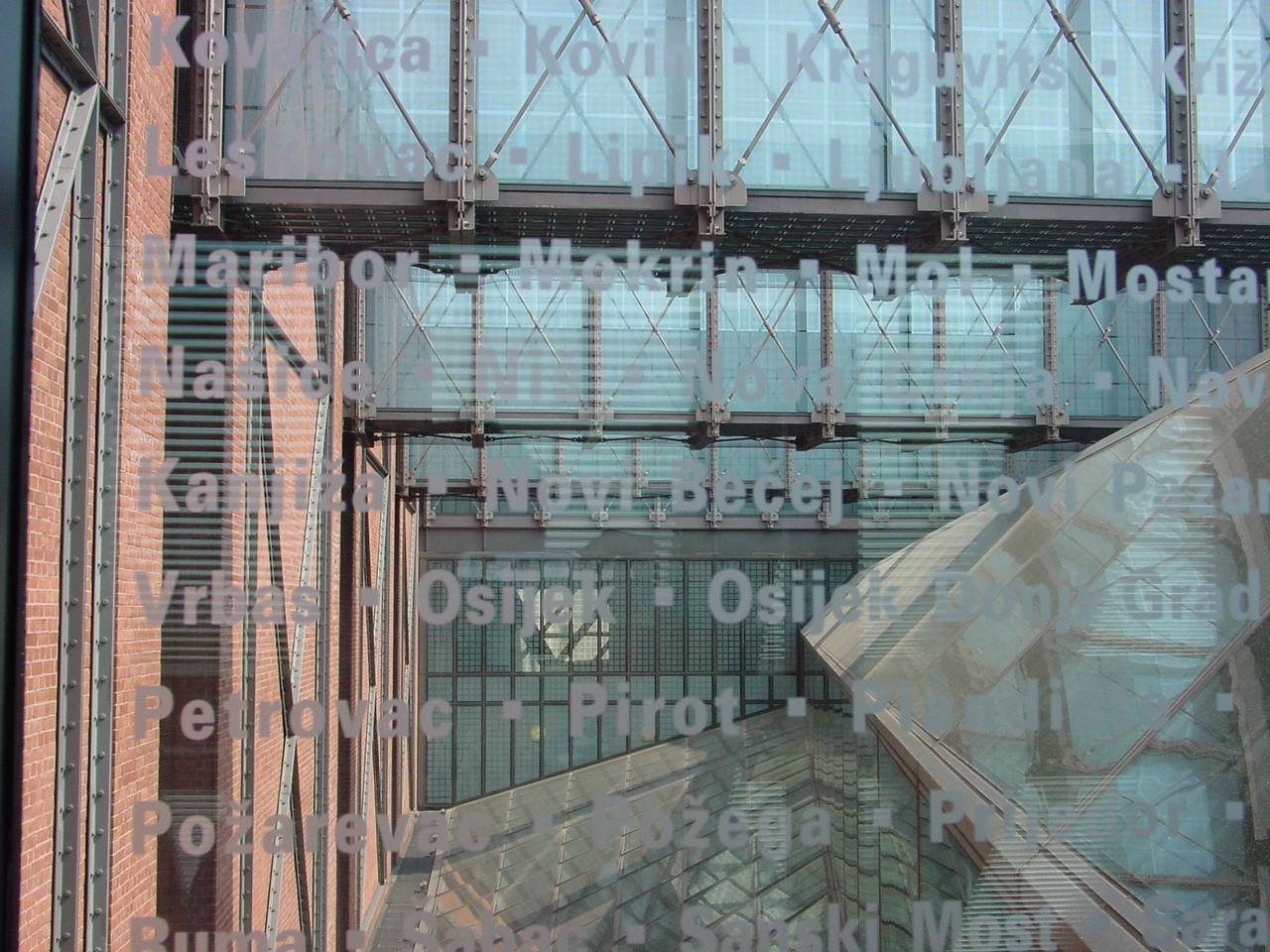
USHMM 中的橋樑。藍色玻璃上刻有在大屠殺期間丟失的名字和地點。
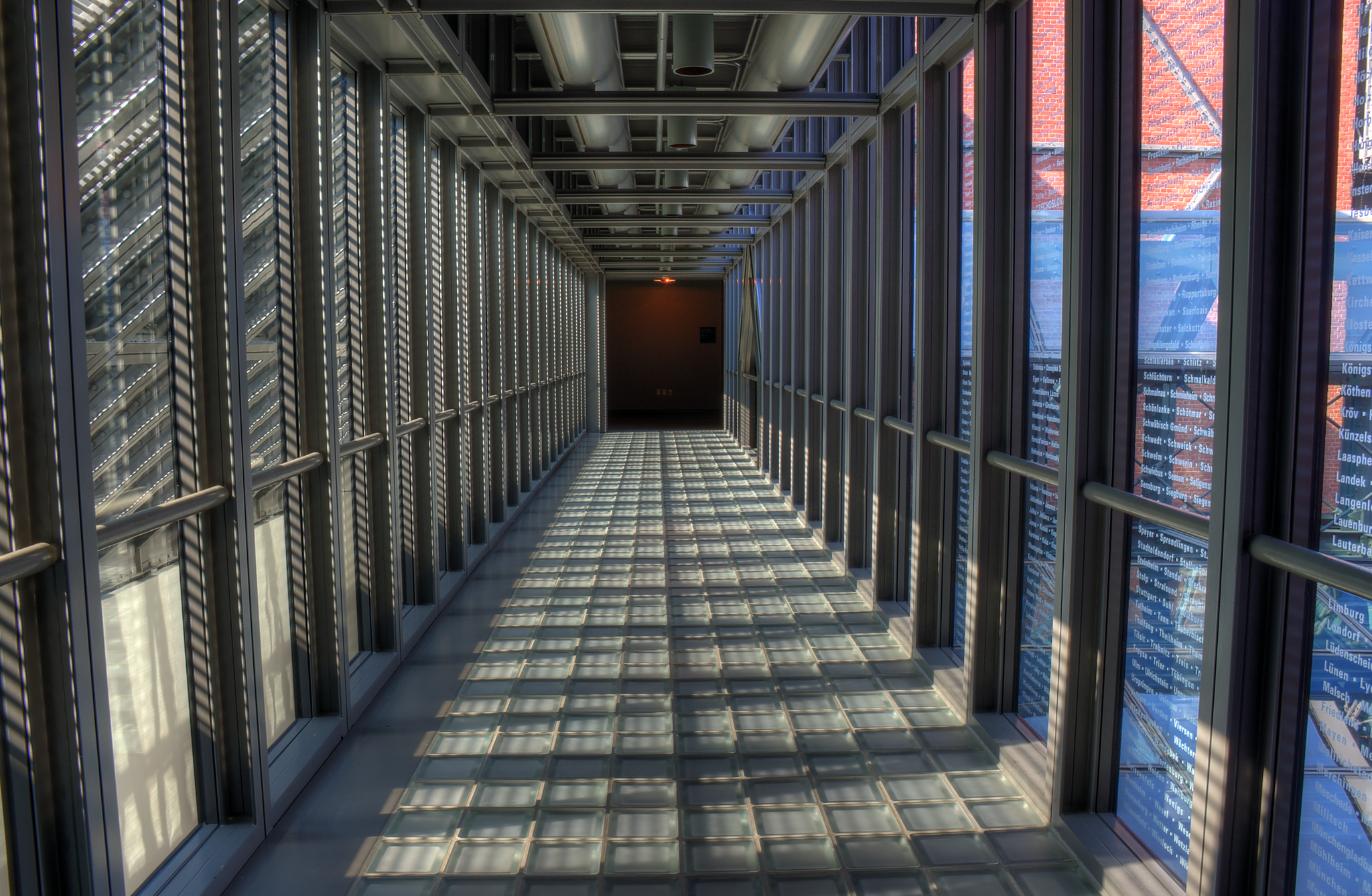
見證大廳上的玻璃橋。

## 收藏
博物館的藏品包括藝術品、書籍、小冊子、廣告、地圖、電影和歷史影像、音頻和影像證詞、音樂和錄音、家具、建築殘骸、模型、機械、工具、縮微膠捲和政府文件縮微膠卷等官方記錄、個人物品、個人文件、照片、相冊和紡織品。

### 圖片

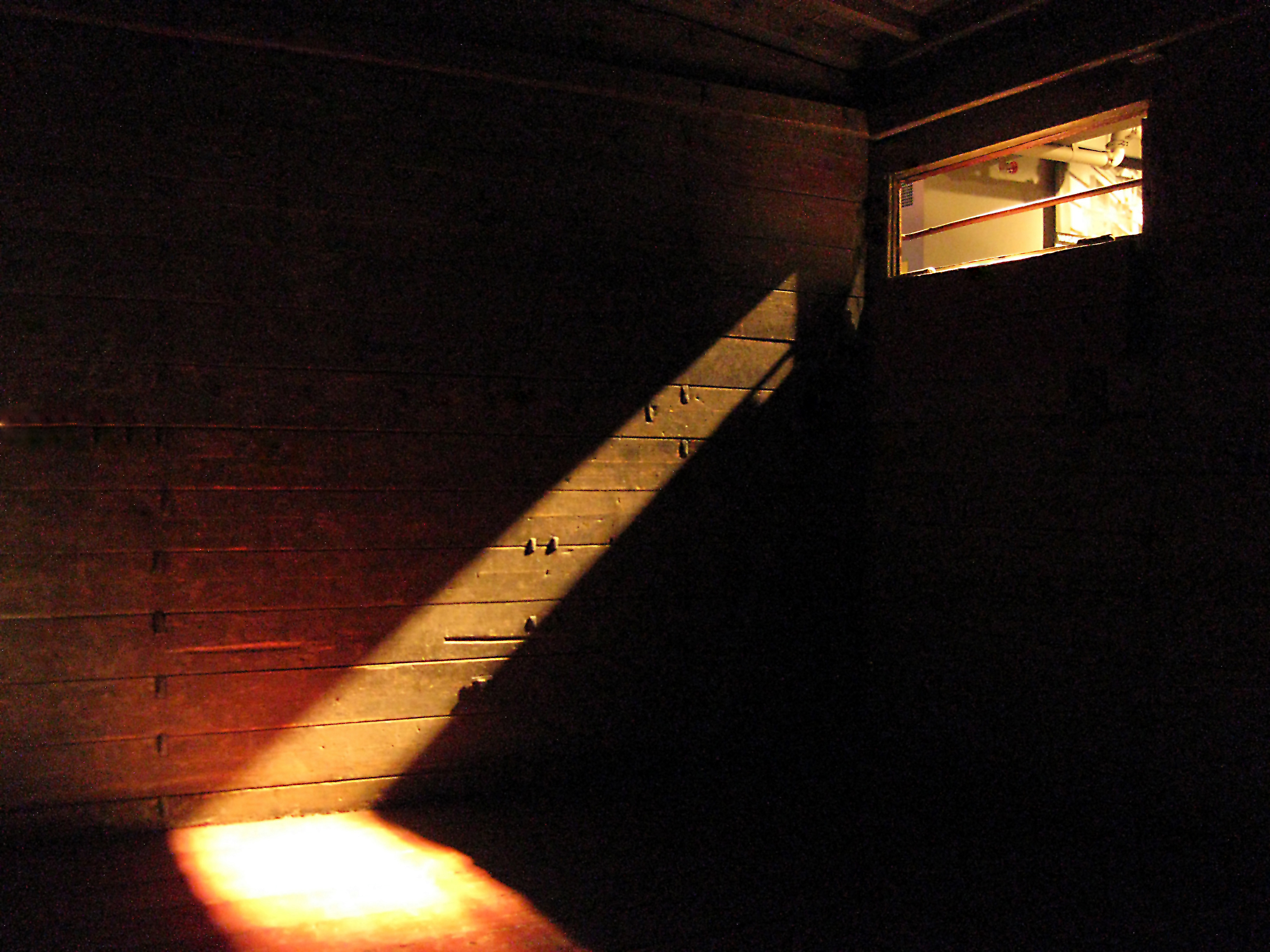
納粹德國在大屠殺期間用來運送猶太人和其他受害者的大屠殺列車的複製品。
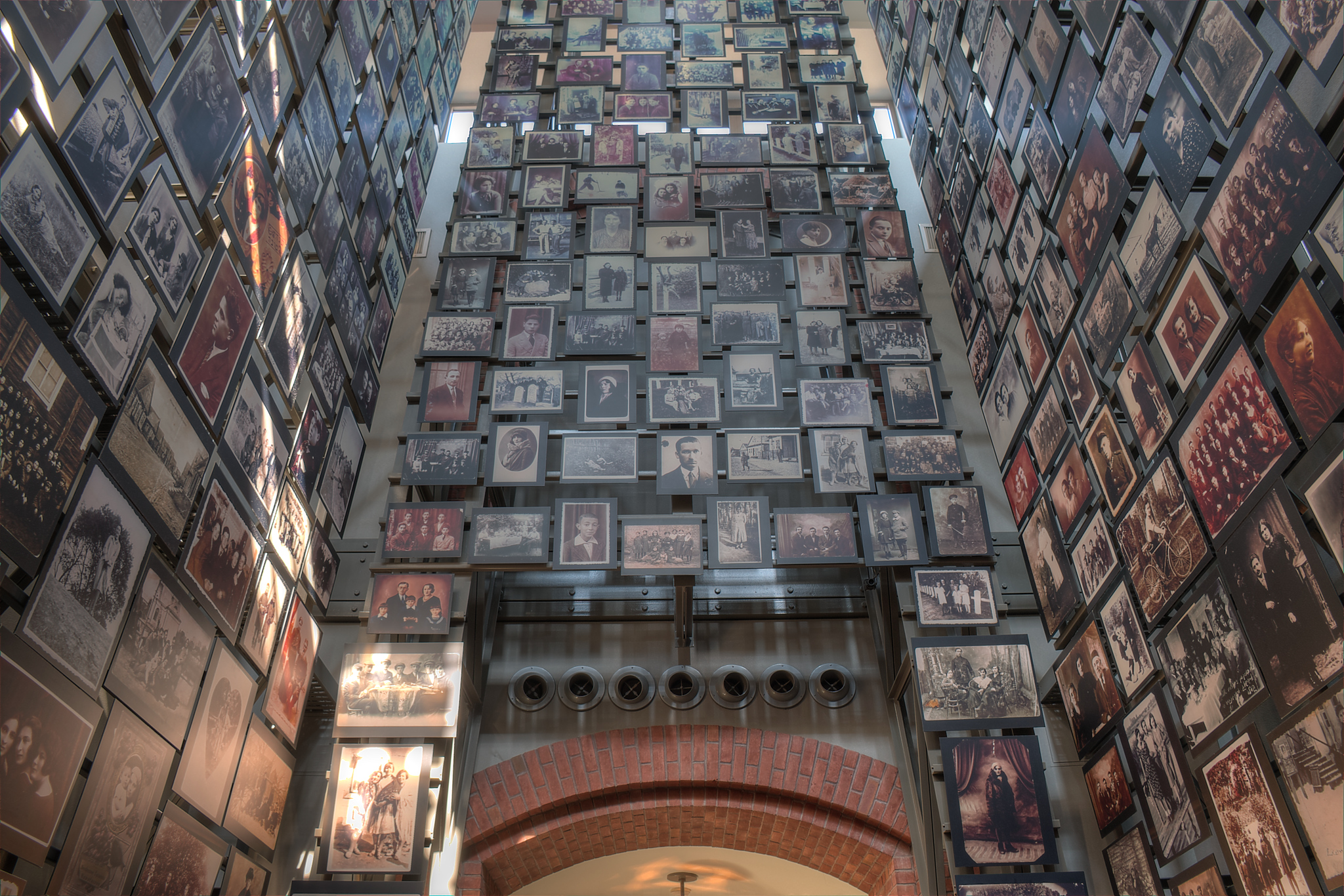
面孔之塔
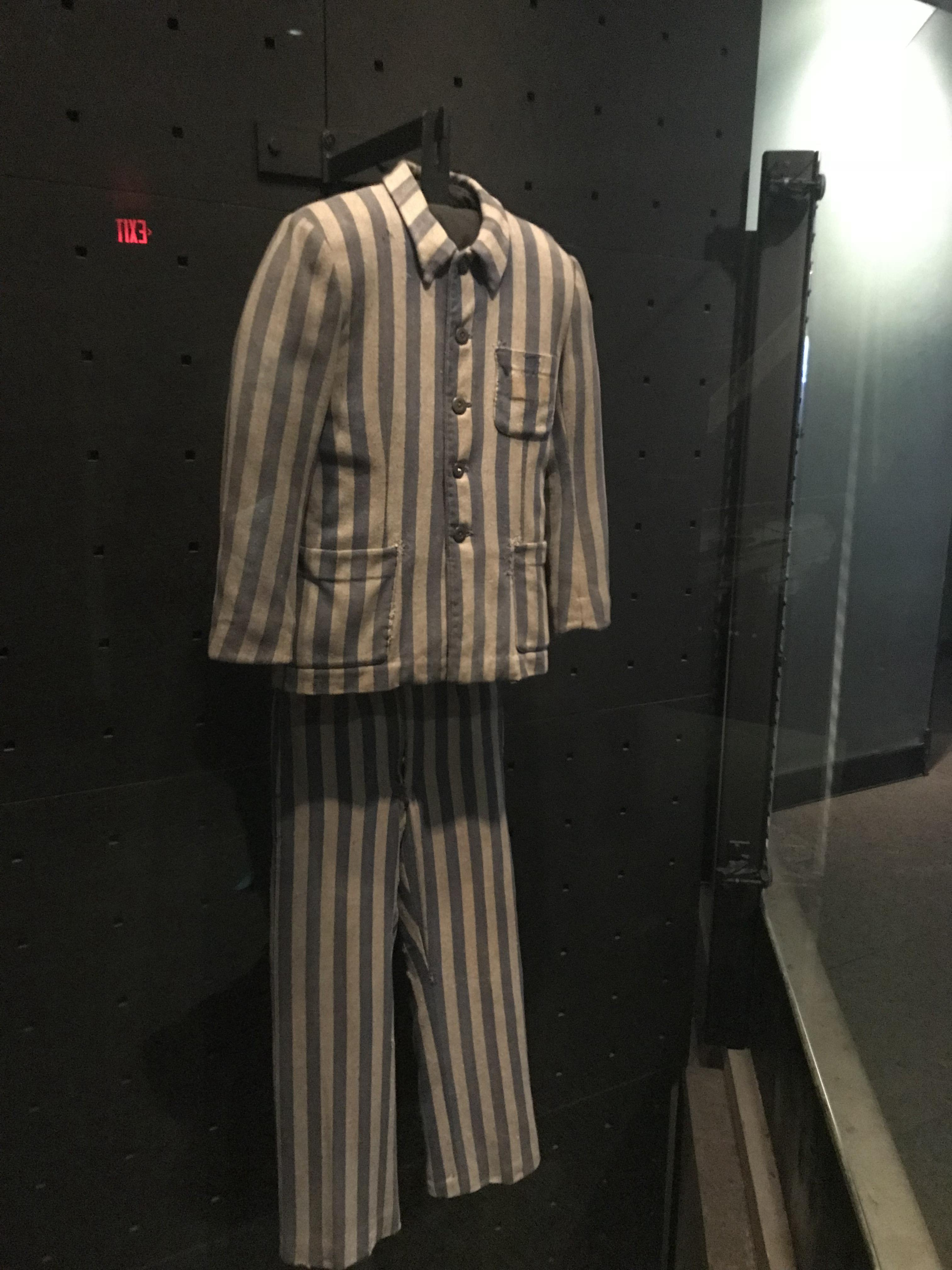
納粹集中營的囚犯服裝
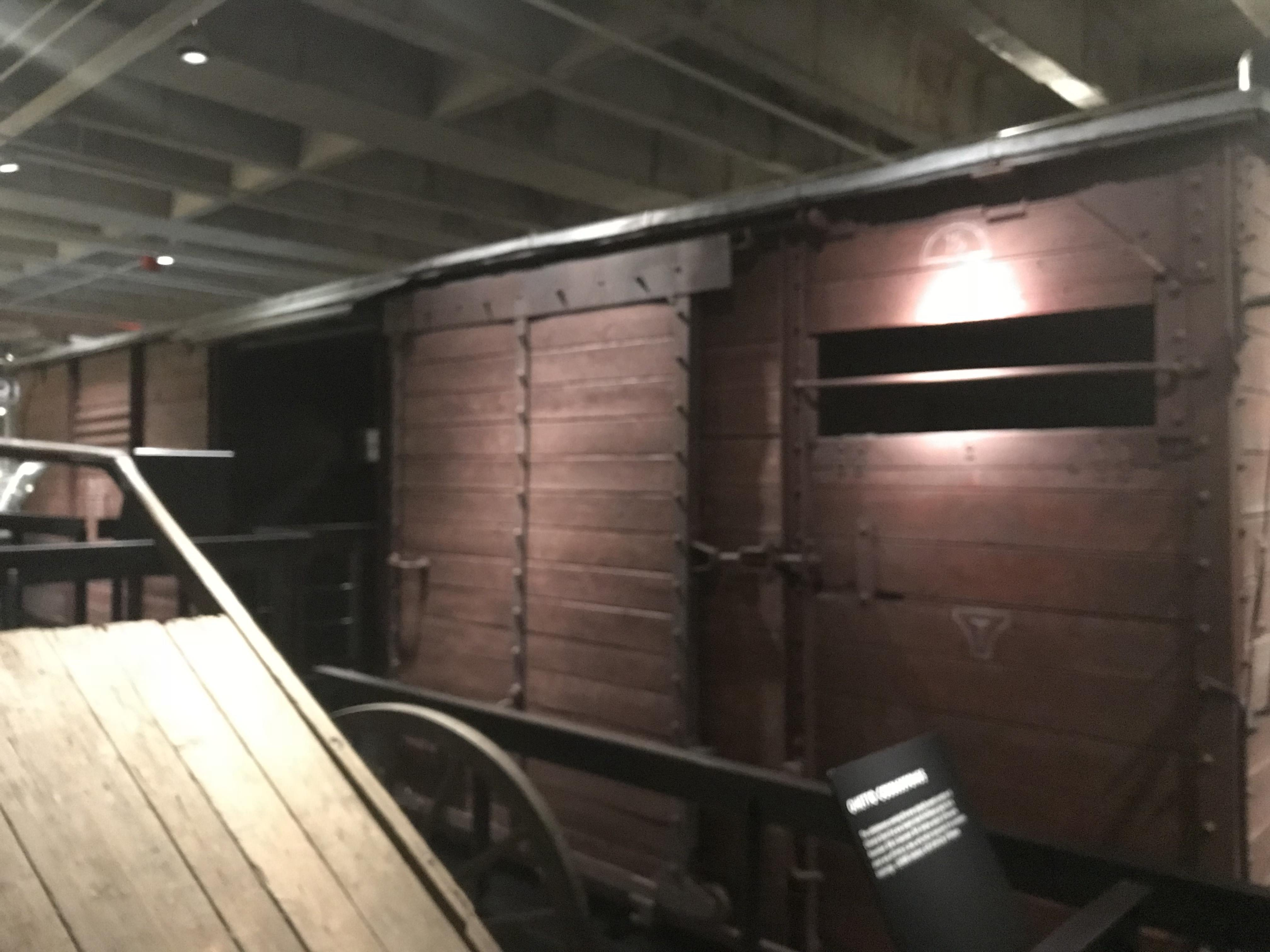
集中營棚车
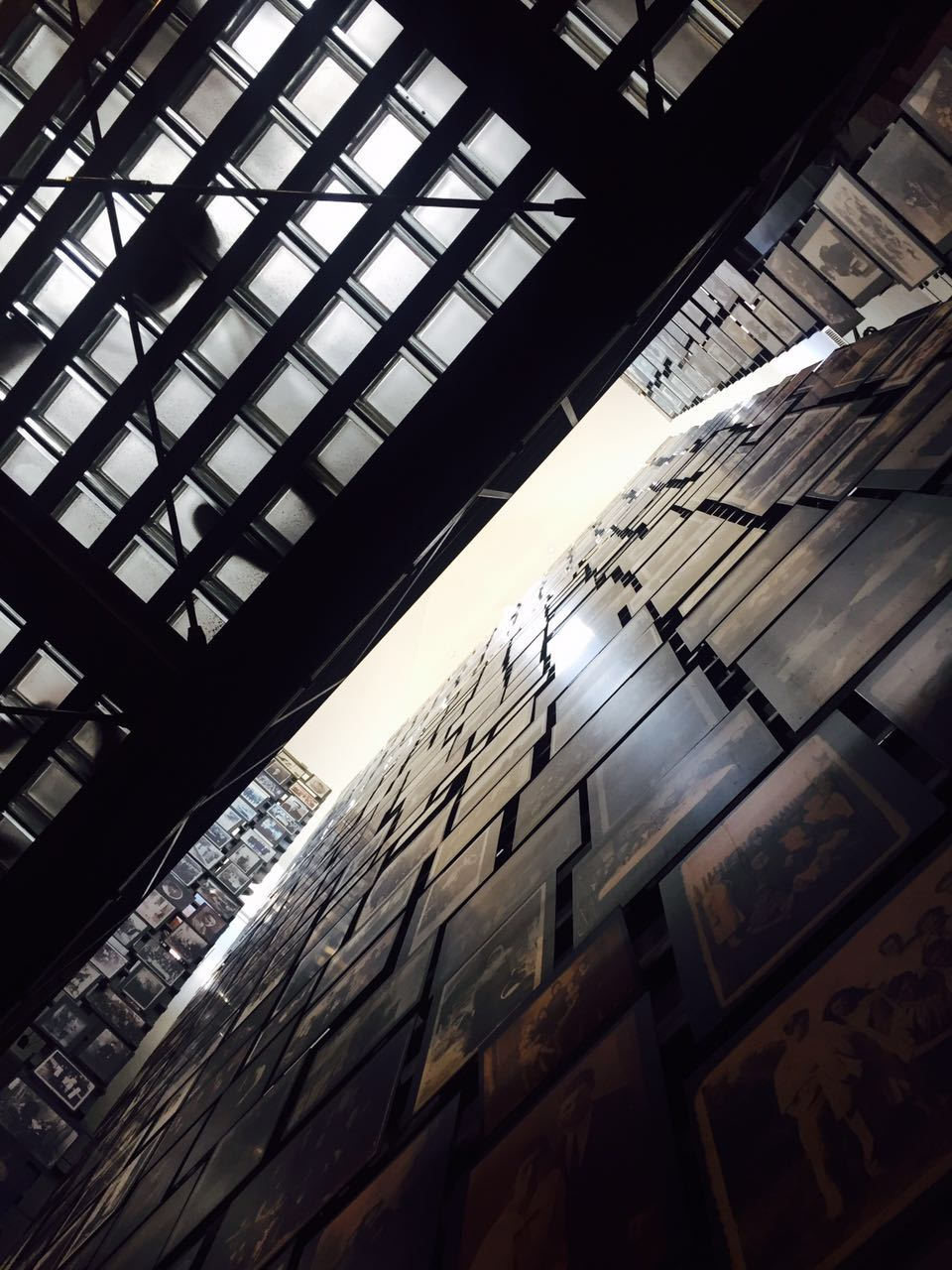
大屠殺紀念館的照片牆

## 爭議
該博物館因拒絕處理當代事件中的種族滅絕問題而受到批評。2017年，它撤回了一項關於敘利亞內戰的研究。2019年6月，在美國代表亞歷山大·奧卡西奧-科爾特斯將美國南部邊境沿線的拘留營描述為「集中營」之後，美国大屠杀纪念博物馆參與了一場關於適當使用大屠殺相關術語的公開辯論，並且用了「永不再來」這句話。大屠杀纪念博物馆隨後發表了一份聲明，宣稱它“明確拒絕在大屠殺和其他歷史或當代事件之間建立類比的努力”。數百名歷史學家和學者發表了一封公開信，要求美国大屠杀纪念博物馆撤回該聲明，稱其為「大屠殺和種族滅絕的主流學術研究相去甚遠的激進立場。這使得從過去學習教訓幾乎是不可能的。」
- 马丁·C·迪安

## 外部連結
- United States Holocaust Memorial Museum （页面存档备份，存于）
- United States Holocaust Memorial Museum at Google Cultural Institute （页面存档备份，存于）
- YouTube Channel – USHMM （页面存档备份，存于）
- Facebook – United States Holocaust Memorial Museum
- Twitter – U.S. Holocaust Memorial Museum （页面存档备份，存于）
- DCinsiderGuide – U.S. Holocaust Memorial Museum （页面存档备份，存于）
- United States Holocaust Memorial Museum Collection at the American Jewish Historical Society （页面存档备份，存于）